# پدرو موریلا
پدرو موریلا (انگلیسی: Pedro Morilla؛ زادهٔ ۳۱ اکتبر ۱۹۷۲) بازیکن فوتبال اهل اسپانیا است.
از باشگاه‌هایی که در آن بازی کرده‌است می‌توان به باشگاه فوتبال رئال مورسیا اشاره کرد.